# MV The Second Snark
Le MV Royal Iris est un petit ferry à passagers opérant actuellement pour la compagnie Clyde Marine Services sur la Firth of Clyde en Écosse.
Ce bâtiment est inscrit au registre du National Historic Ships  depuis 1996 avec le certificat n°384.

## Histoire
The Second Snark a été construit en 1938 par le chantier naval William Denny and Brothers de Dumbarton pour une utilisation interne comme remorqueur en remplacement de leur vapeur précédent navire à vapeur The Snark. La société est mise en liquidation en 1963, et le navire a été repris par Brown Brothers. Il a été revendu en 1969 à la Clyde Marine Motoring.
Il a été mis en cale-sèche durant deux ans au port de Fairlie où il a subi une restauration pour retrouver son état d'origine de 1938, et son certificat de passagers a été renouvelé en 2011.

## Service
William Denny a utilisé The Second Snark dans leur chantier naval de Dumbarton comme remorqueur. De 1960 à 1963, il a également opéré des croisières d'été sur le Firth of Forth , en revenant sur la Clyde en hiver. Brown Brothers a continué les croisières, tout en se concentrant sur un travail de recherche sur les stabilisateurs du navire. Lorsque le projet de recherche fut achevé en 1969, The Second Snark a été revendu à la Clyde Marine Motoring.
À partir de 1969, The Second Snark fut basé à Victoria Harbour ou Princes Pier à Greenock, proposant des croisières sur le Firth of Clyde et Loch Long pour Clyde Marine Cruises et Clyde Marine Services Ltd mais aussi des voyages à Lochranza (Arran) via Rothesay et Kyles of Bute et à Largs et Millport. Il a occasionnellement servi sur la ligne Gourock - Kilcreggan - Helensburgh comme traversier, en remplaçant le MV Kenilworth.
Depuis Août 2011, Clyde Marine Services exploite The Second Snark comme un ferry entre Govan et Yorkhill Quay à Glasgow où se trouvent le Riverside Museum (le nouveau musée des transports) et le trois-mâts barque Glenlee.